# Bernardo Alvarez Lince
Bernardo Alvarez Lince (sinh ngày 19 tháng 11 năm 1935) là một bác sĩ tâm thần học và phân tích tâm lý tích cực người Colombia. Ông bắt đầu phân tích tâm lý cùng với Ricardo Horacio Etchegoyen, lần đầu tiên ở tỉnh Mendoza, Argentina.

## Cuộc đời và sự nghiệp
Bernardo Alvarez Lince sinh ra ở Colombia. Ông học y khoa tại Đại học Quốc gia Cuyo, ở tỉnh Mendoza, Argentina. Ông đã phân tích với R. Horacio Etchegoyen và Donald Meltzer. Ông đã làm việc ở Colombia từ cuối những năm 70 của thế kỷ 20.

## Công trình

### Sách
- 1996 The Psychoanalytical Interpretation, Method and Creation
- 2013 Melanie Klein, Theory and Technique
- 2020 Freud

### Giấy tờ
- 1965 Technical Aspects of the Groups of Enlightenment [1]
- 1974 The Projective Identification: A Review [2]
- 1984 Comments on the analysis of a fetishist. Catastrophic experience and perversion of transference and countertransference [3]
- 1984 The Psychoanalytic Interpretation as a Hypothesis Put To the Test of Refutation [4]
- 1985 The Adhesive Child [5]
- 1988 The Transfer and Countertransference in the Didactic Analysis [6]
- 1999 The Emocional Invertebrate Child
- 2011 The Phantasy in the Work of Freud
- 2011 The Depressive Position
- 2013 A Perspective of The Thought of Melanie Klein [7]
- The scope of metapsychology in Freud's work [8]